# Calantica villosa
Calantica villosa is een rankpootkreeftensoort uit de familie van de Calanticidae. De wetenschappelijke naam van de soort is voor het eerst geldig gepubliceerd in 1824 door Leach.